# The Suffering
The Suffering (ang. cierpienie) – gra komputerowa stworzona przez Surreal Software, wydana w 2004 roku przez Midway Games na konsole PlayStation 2, Xbox oraz komputery osobiste. Dalszy ciąg gry The Suffering: Ties That Bind, został wydany we wrześniu 2005 roku.
We wrześniu 2008 pierwsza część otrzymała status freeware.

## Fabuła
Głównym bohaterem gry jest mężczyzna imieniem Torque, skazany na karę śmierci za zamordowanie swojej rodziny. Oczekuje on na wykonanie wyroku w zakładzie penitencjarnym, nie pamięta jednak, co działo się z nim w momencie, gdy mordowano jego żonę i dzieci, nie jest pewny, czy naprawdę on jest za to odpowiedzialny. W pewnym momencie więzienie atakuje horda potworów, co – o ile Torque’owi uda się je pokonać – daje mu szansę ucieczki i dowiedzenia się, czy rzeczywiście popełnił zbrodnię, za którą został skazany.